# Vincenzo Italiano
Vincenzo Italiano (10. prosince 1977, Karlsruhe, Německo) je italský fotbalový trenér a bývalý fotbalový záložník. Od sezony 2024/25 vede italskou Boloňu.
Ve své fotbalové kariéře, která byla dlouhá 21 let, vyhrál dvakrát 2. italskou ligu (1998/99, 2007/08) a vždy s jiným týmem z Verony.

## Kariéra

### Hráčská
Narodil v německém Karlsruhe italským rodičům, kteří tam pracovali. Když měl půl roku, tak se vrátili na Sicílii. Zde začal hrát za místní klub Ribera a poté za Trapani, kde debutoval v 16 letech. Od roku 1996 byl hráčem Verony, kde hrál celkem 11 let a 3 roky hrál i u rivala Chieva. Kariéru zakončil v roce 2014 v třetiligovém Lumezzane.

### Trenérská
V létě 2014 se po absolvování trenérského kurzu se stal asistentem trenéra u Benátek. Jeho první angažmá jako hlavní trenér bylo ve 4. lize v sezoně 2016/17 u týmu Vigontina San Paolo, které vedl dvakrát, když rezignoval a po dvou měsících byl opět zvolen a s týmem sestoupil. Poté se rozhodl přijmout angažmá v jiném čtyřligovém klubu Arzignano Valchiampo, které dovedl na 3. místo.
V následující sezoně se stěhoval domů na Sicílii, kde vedl Trapani se kterou postoupil do 2. ligy. To již vlastnil licenci First Category-UEFA Pro a přijmul angažmá druholigové Spezie se kterou díky 3. místu a vítězstvím v play off postoupil do Serie A. Tady jako nováček zachránil v lize, když dovedl klub na 15. místo. Na konci sezony podepsal prodloužení smlouvy do roku 2023 s úpravou platu až na přibližně milion Euro, včetně bonusů. Jenže za měsíc ji však ukončil.
Bezprostředně po ukončení smlouvy se Speziou byl oznámen jako nový manažer Fiorentiny a podepsal smlouvu na dva roky. [103] V lize skončil na 7. místě a kvalifikoval se klub do EKL ve kterém poté došel do finále, ve kterém prohrál 1:2 West Hamu. Také prohrál ve finále v domácím poháru 1:2 s Interem. V následující sezoně opět dotáhl svůj klub do finále EKL, jenže opět prohrál 0:1 v prodloužení s řeckým Olympiakosem. I tak se stal prvním trenérem fialek, který dostal klub třikrát po sobě do semifinále domácího poháru. Po skončení sezony 2023/24 se rozhodl opustit klub. 
Dne 5. června 2024 podepsal dvouletou smlouvu s Boloňou. S klubem debutoval v LM, kde po osmy utkání nepostoupil do play off. Klub dovedl po 51 letech k vítězství v domácím poháru.

## Statistika

### Hráčská
| Sezóna            | Klub              | Liga              | Liga   | Liga | Ligové poháry | Ligové poháry | Ligové poháry | Kontinentální poháry | Kontinentální poháry | Kontinentální poháry | Celkem | Celkem |
| Sezóna            | Klub              | Soutěž            | Zápasy | Góly | Soutěž        | Zápasy        | Góly          | Soutěž               | Zápasy               | Góly                 | Zápasy | Góly   |
| ----------------- | ----------------- | ----------------- | ------ | ---- | ------------- | ------------- | ------------- | -------------------- | -------------------- | -------------------- | ------ | ------ |
| 1994/95           | Trapani           | Serie C1          | 3      | 0    | -             | 0             | 0             | -                    | 0                    | 0                    | 3      | 0      |
| 1995/96           | Trapani           | Serie C1          | 4      | 0    | IP            | 1             | 0             | -                    | 0                    | 0                    | 5      | 0      |
| Celkem za Trapani | Celkem za Trapani | Celkem za Trapani | 7      | 0    | -             | 1             | 0             | -                    | 0                    | 0                    | 8      | 0      |
| 1996/97           | Verona            | Serie A           | 4      | 0    | IP            | 0             | 0             | -                    | 0                    | 0                    | 4      | 0      |
| 1997/98           | Verona            | Serie B           | 12     | 1    | IP            | 0             | 0             | -                    | 0                    | 0                    | 12     | 1      |
| 1998/99           | Verona            | Serie B           | 30     | 4    | IP            | 2             | 0             | -                    | 0                    | 0                    | 32     | 4      |
| 1999/00           | Verona            | Serie A           | 12     | 0    | IP            | 0             | 0             | -                    | 0                    | 0                    | 12     | 0      |
| 2000/01           | Verona            | Serie A           | 22+1   | 2    | IP            | 2             | 0             | -                    | 0                    | 0                    | 25     | 2      |
| 2001/02           | Verona            | Serie A           | 28     | 1    | IP            | 1             | 0             | -                    | 0                    | 0                    | 29     | 1      |
| 2002/03           | Verona            | Serie B           | 33     | 6    | IP            | 0             | 0             | -                    | 0                    | 0                    | 33     | 6      |
| 2003/04           | Verona            | Serie B           | 38     | 3    | IP            | 0             | 0             | -                    | 0                    | 0                    | 38     | 3      |
| 2004/05           | Verona            | Serie B           | 17     | 4    | IP            | 0             | 0             | -                    | 0                    | 0                    | 17     | 4      |
| 2005              | Janov             | Serie B           | 9      | 0    | -             | 0             | 0             | -                    | 0                    | 0                    | 9      | 0      |
| 2005/06           | Verona            | Serie B           | 37     | 4    | IP            | 2             | 0             | -                    | 0                    | 0                    | 39     | 4      |
| 2006/07           | Verona            | Serie B           | 15     | 0    | IP            | 2             | 0             | -                    | 0                    | 0                    | 17     | 0      |
| Celkem za Veronu  | Celkem za Veronu  | Celkem za Veronu  | 248+1  | 25   | -             | 11            | 0             | -                    | 0                    | 0                    | 260    | 25     |
| 2007              | Chievo            | Serie A           | 17     | 0    | IP            | 1             | 0             | -                    | 0                    | 0                    | 18     | 0      |
| 2007/08           | Chievo            | Serie B           | 34     | 6    | IP            | 1             | 0             | -                    | 0                    | 0                    | 35     | 6      |
| 2008/09           | Chievo            | Serie A           | 21     | 3    | IP            | 1             | 0             | -                    | 0                    | 0                    | 22     | 3      |
| Celkem za Chievo  | Celkem za Chievo  | Celkem za Chievo  | 72     | 9    | -             | 3             | 0             | -                    | 0                    | 0                    | 75     | 9      |
| 2009/10           | Padova            | Serie B           | 31+2   | 5    | IP            | 1             | 0             | -                    | 0                    | 0                    | 34     | 5      |
| 2010/11           | Padova            | Serie B           | 27+4   | 2+1  | IP            | 1             | 0             | -                    | 0                    | 0                    | 32     | 3      |
| 2011/12           | Padova            | Serie B           | 21     | 2    | IP            | 2             | 1             | -                    | 0                    | 0                    | 23     | 3      |
| Celkem za Padovu  | Celkem za Padovu  | Celkem za Padovu  | 79+6   | 10   | -             | 4             | 1             | -                    | 0                    | 0                    | 89     | 11     |
| 2012/13           | Perugia           | Lega Pro 1        | 2+1    | 0    | -             | 0             | 0             | -                    | 0                    | 0                    | 3      | 0      |
| 2013/14           | Lumezzane         | Lega Pro 1        | 11     | 0    | -             | 0             | 0             | -                    | 0                    | 0                    | 11     | 0      |
| Celkově           | Celkově           | Celkově           | 442    | 44   | -             | 19            | 1             | -                    | 0                    | 0                    | 461    | 45     |

### Trenérská
| Sezóna               | Klub                 | Liga                 | Liga   | Liga  | Liga   | Liga   | Liga              | Národní poháry | Národní poháry | Národní poháry | Národní poháry | Národní poháry | Národní poháry   | Kontinentální poháry | Kontinentální poháry | Kontinentální poháry | Kontinentální poháry | Kontinentální poháry | Kontinentální poháry | Celkem | Celkem | Celkem | Celkem |
| Sezóna               | Klub                 | Soutěž               | Zápasy | Výhry | Remízy | Prohry | Umístění          | Soutěž         | Zápasy         | Výhry          | Remízy         | Prohry         | Úspěch           | Soutěž               | Zápasy               | Výhry                | Remízy               | Prohry               | Úspěch               | Zápasy | Výhry  | Remízy | Prohry |
| -------------------- | -------------------- | -------------------- | ------ | ----- | ------ | ------ | ----------------- | -------------- | -------------- | -------------- | -------------- | -------------- | ---------------- | -------------------- | -------------------- | -------------------- | -------------------- | -------------------- | -------------------- | ------ | ------ | ------ | ------ |
| 2016/17              | Vigontina San Paolo  | Serie D              | 26     | 4     | 11     | 11     | Propuštěn         | -              | 0              | 0              | 0              | 0              | -                | -                    | 0                    | 0                    | 0                    | 0                    | -                    | 26     | 4      | 11     | 11     |
| 2017/18              | Arzignano Valchiampo | Serie D              | 34+2   | 19+2  | 10+0   | 5+0    | 3. místo          | -              | 0              | 0              | 0              | 0              | -                | -                    | 0                    | 0                    | 0                    | 0                    | -                    | 38     | 21     | 12     | 5      |
| 2018/19              | Trapani              | Serie C              | 36+4   | 22+1  | 8+3    | 6+0    | 2. místo (postup) | IP             | 2              | 1              | 0              | 1              | -                | -                    | 0                    | 0                    | 0                    | 0                    | -                    | 42     | 24     | 11     | 7      |
| 2019/20              | Spezia               | Serie B              | 38+4   | 17+2  | 10+0   | 11+2   | 3. místo (postup) | IP             | 2              | 1              | 0              | 1              | -                | -                    | 0                    | 0                    | 0                    | 0                    | -                    | 44     | 20     | 10     | 14     |
| 2020/21              | Spezia               | Serie A              | 38     | 9     | 12     | 7      | 15. místo         | IP             | 4              | 3              | 0              | 1              | -                | -                    | 0                    | 0                    | 0                    | 0                    | -                    | 42     | 12     | 12     | 18     |
| Celkem za Speziu     | Celkem za Speziu     | Celkem za Speziu     | 80     | 28    | 22     | 30     | -                 | -              | 6              | 4              | 0              | 2              | -                | -                    | 0                    | 0                    | 0                    | 0                    | -                    | 86     | 32     | 22     | 32     |
| 2021/22              | Fiorentina           | Serie A              | 38     | 19    | 5      | 14     | 7. místo          | IP             | 6              | 4              | 0              | 2              | Semifinále       | -                    | 0                    | 0                    | 0                    | 0                    | -                    | 44     | 23     | 5      | 16     |
| 2022/23              | Fiorentina           | Serie A              | 38     | 15    | 11     | 12     | 8. místo          | IP             | 5              | 3              | 1              | 1              | Stříbrná medaile | EKL                  | 17                   | 11                   | 2                    | 4                    | Stříbrná medaile     | 60     | 29     | 14     | 17     |
| 2023/24              | Fiorentina           | Serie A              | 38     | 17    | 9      | 12     | 8. místo          | IP+IS          | 4+1            | 1+0            | 2+0            | 1+1            | Semifinále       | EKL                  | 15                   | 7                    | 6                    | 2                    | Stříbrná medaile     | 58     | 25     | 17     | 16     |
| Celkem za Fiorentinu | Celkem za Fiorentinu | Celkem za Fiorentinu | 114    | 51    | 25     | 38     | -                 | -              | 16             | 8              | 3              | 4              | -                | -                    | 32                   | 18                   | 8                    | 6                    | -                    | 162    | 77     | 36     | 49     |
| 2024/25              | Boloňa               | Serie A              | 38     | 16    | 14     | 8      | 9. místo          | IP             | 5              | 5              | 0              | 0              |                  | LM                   | 8                    | 1                    | 3                    | 4                    | -                    | 51     | 22     | 17     | 12     |
| 2025/26              | Boloňa               | Serie A              | ?      | ?     | ?      | ?      | ?. místo          | IP+IS          | ?+?            | ?+?            | ?+?            | ?+?            | -                | EL                   | ?                    | ?                    | ?                    | ?                    | -                    | ?      | ?      | ?      | ?      |
| Celkově              | Celkově              | Celkově              | 334    | 143   | 93     | 98     | -                 | -              | 29             | 18             | 3              | 8              | -                | -                    | 40                   | 19                   | 11                   | 10                   | -                    | 403    | 180    | 107    | 116    |

## Úspěchy

### Hráčské
- vítěz 2. italské ligy (2x)

Verona: 1998/99
Chievo: 2007/08

### Trenérské
- vítěz italského poháru (1x)

Boloňa: 2024/25